# Diósberény
Diósberény is een plaats (község) en gemeente in het Hongaarse comitaat Tolna. Diósberény telt 403 inwoners (2001).